# III Premis Feroz
La 3a cerimònia de lliurament dels Premis Feroz, coneguts com a Premis Feroz 2016, va tenir lloc al Gran Teatro Príncipe Pío de Madrid el 19 de gener de 2016. La presentadora va ser la còmica Silvia Abril i foren retransmesos a través de Canal+.

## Nominats i guanyadors

### Cinema
| Millor pel·lícula dramàtica | Millor comèdia |
| --- | --- |
| - La novia - A cambio de nada - El desconocido - Techo y comida - Truman ‡ | - Negociador - Anacleto: Agente secreto - Mi gran noche - Requisitos para ser una persona normal - Un dia perfecte |
| Millor direcció | Millor guió |
| - Paula Ortiz Álvarez per La novia - Cesc Gay per Truman ‡ - Daniel Guzmán per A cambio de nada ≠ - Fernando León de Aranoa per Un dia perfecte - Dani de la Torre per El desconocido            | - Cesc Gay i Tomàs Aragay per Truman ‡ - Borja Cobeaga per Negociador - Daniel Guzmán per A cambio de nada - Fernando León de Aranoa amb la col·laboració de Diego Farias per Un dia perfecte ‡ - Paula Ortiz Álvarez i Javier García Arredondo per La novia |
| Millor actor protagonista | Millor actriu protagonista |
| - Ricardo Darín per Truman ‡ - Ramón Barea per Negociador - Javier Cámara per Truman - Pedro Casablanc per B, la película - Luis Tosar per El desconocido                                        | - Inma Cuesta per La novia - Penélope Cruz per Ma ma - Irene Escolar per Un otoño sin Berlín ≠ - Natalia de Molina per Techo y comida ‡ - Nora Navas per La adopción                                                                                         |
| Millor actor de repartiment | Millor actriu de repartiment |
| - Mario Casas per Mi gran noche - Carlos Álvarez-Nóvoa per La novia - Antonio Bachiller per A cambio de nada - Quim Gutiérrez per Anacleto: Agente secreto - Javier Gutiérrez per El desconocido | - Luisa Gavasa per La novia ‡ - Marian Álvarez per Felices 140 - Dolores Fonzi per Truman - Elvira Mínguez per El desconocido - Blanca Suárez per Mi gran noche                                                                                              |
| Millor música original | Millor tràiler |
| - Shigeru Umebayashi per La novia - Roque Baños per Regresión - Alberto Iglesias per Ma ma - Javier Rodero per Anacleto: Agente secreto - Lucas Vidal per Palmeras en la nieve                   | - Trailer de La novia - Trailer de Anacleto: Agente secreto - Trailer de El desconocido - Trailer de Mi gran noche - Teaser 1 de Requisitos para ser una persona normal                                                                                      |
| Millor cartell | |
| - 'Requisitos para ser una persona normal - El apóstata - La novia - Los exiliados románticos - Negociador - Un dia perfecte                                                                     | |

- ‡ Guanyador del Premi Goya en la mateixa categoria.[nota 1][nota 2][nota 3]
- ≠ Guanyador del Premi Goya en la categoria novella o revelació.

### Premi Feroz d'Honor
- Rosa Maria Sardà

### Premi Especial
- B, la película de David Ilundáin

## Pel·lícules amb múltiples nominacions i premis
| Pel·lícula                             | Nominacions |
| -------------------------------------- | ----------- |
| La novia                               | 9           |
| El desconocido                         | 6           |
| Truman                                 | 6           |
| A cambio de nada                       | 4           |
| Anacleto: Agente secreto               | 4           |
| Mi gran noche                          | 4           |
| Negociador                             | 4           |
| Un dia perfecte                        | 4           |
| Requisitos para ser una persona normal | 3           |
| Ma ma                                  | 2           |
| Techo y comida                         | 2           |

| Pel·lícula | Premis |
| ---------- | ------ |
| La novia   | 6      |
| Truman     | 2      |